# エクシラ郡区 (アイオワ州オーデュボン郡)
エクシラ郡区 (Exira Township) は、アメリカ合衆国アイオワ州オーデュボン郡にある12の郡区の一つである。2000年の国勢調査で、人口は1186人だった。

## 地理
エクシラ郡区は99.6平方キロメートル（38.46平方マイル)で、BraytonとExiraが含まれている。アメリカ地質調査所によると、この郡区はBowen、Exira、Holy Trinity、Oakfieldの4つの霊園が含まれている。